# Paracale
Paracale (Bayan ng Paracale) är en kommun i Filippinerna. Kommunen ligger på ön Luzon och tillhör provinsen Camarines Norte. Folkmängden uppgår till 59 149 invånare.

## Barangayer
Paracale är indelat i 27 barangayer.
| - Awitan - Bagumbayan - Bakal - Batobalani - Calaburnay - Capacuan - Casalugan - Dagang - Dalnac - Dancalan - Gumaus - Labnig - Macolabo Island - Malacbang | - Malaguit - Mampungo - Mangkasay - Maybato - Palanas - Pinagbirayan Malaki - Pinagbirayan Munti - Poblacion Norte - Poblacion Sur - Tabas - Talusan - Tawig - Tugos |